# Freycinetia lanceolata
Freycinetia lanceolata är en enhjärtbladig växtart som beskrevs av Huynh. Freycinetia lanceolata ingår i släktet Freycinetia och familjen Pandanaceae. Inga underarter finns listade.